# Lomita
Lomita é uma cidade localizada no estado americano da Califórnia, no Condado de Los Angeles. Foi incorporada em 30 de junho de 1964.

## Geografia
De acordo com o United States Census Bureau, a cidade tem uma área de 4,9 km², onde todos os 4,9 km² estão cobertos por terra.

### Localidades na vizinhança
O diagrama seguinte representa as localidades num raio de 8 km ao redor de Lomita.

## Demografia
Segundo o censo nacional de 2010, a sua população é de 20 256 habitantes e sua densidade populacional é de 4 094,70 hab/km². Possui 8 412 residências, que resulta em uma densidade de 1 700,47 residências/km².